# Save the World
Save the World ist ein Lied der House-Gruppe Swedish House Mafia. Das von Axwell, Steve Angello, Sebastian Ingrosso, John Martin, Michel Zitron und Vincent Pontare geschriebene Lied erreichte in vielen Ländern die Charts und wurde mehrfach mit Gold und Platin ausgezeichnet.

## Musikvideo
Das offizielle Musikvideo wurde erstmals am 19. Mai 2011 auf dem VEVO-Kanal von Swedish House Mafia veröffentlicht. Es hat eine Länge von 3 Minuten und 36 Sekunden. Auf YouTube bekam es bisher über 45.000.000 Klicks. Im Video sieht man anfangs zwei Frauen die Straße entlanglaufen, einen Verkäufer in einem Supermarkt und einen Mann in seinem Auto, der das Lied Save the World anmacht. Auf einmal kommt ein Krimineller und greift die eine Frau von hinten an, ein anderer schlägt die Scheibe des Autos vom Mann ein und zieht diesen aus der Tür. In einer weiteren Szene kommen zwei weitere Einbrecher, die offensichtlich den Verkäufer angreifen und den Laden ausrauben wollen. Dann kommen einige Hunde, die schnell auf die verschiedenen Bösewichte zu rennen und sie alle hintereinander niederstrecken. Am Ende sieht man dann die Hunde hinter dem gestohlenen Auto hinterherrennen, worauf der Dieb erstaunt wird und aus der Rückscheibe guckt. Als er wieder nach vorn sieht, sitzen zwei Welpen auf der Straße und er versucht, mit dem Auto auszuweichen, welches wegen der scharfen Kurve einen Überschlag macht.

## Rezeption
Das Lied bekam in der Regel positive Kritik. RTL.de zum Beispiel kommentierte es so:

„Die House-Hymne geht gleich in die Beine und löst automatisch sämtliche Mitsing-Reflexe aus: "Turn Up The Love Now, Listen Up Now, Turn Up The Love". Der Song, in dem übrigens der schwedische Sänger John Martin zu hören ist, bietet zudem einen kleinen Vorgeschmack auf den im Sommer erscheinenden Longplayer der Swedish House Mafia.“

## Kommerzieller Erfolg

### Chartplatzierungen
| ChartsChartplatzierungen     | Höchstplatzierung | Wochen |
| ---------------------------- | ----------------- | ------ |
| Deutschland (GfK)            | 37 (17 Wo.)       | 17     |
| Österreich (Ö3)              | 31 (14 Wo.)       | 14     |
| Schweden (GLF)               | 4 (35 Wo.)        | 35     |
| Schweiz (IFPI)               | 26 (10 Wo.)       | 10     |
| Vereinigtes Königreich (OCC) | 10 (20 Wo.)       | 20     |

| ChartsJahrescharts (2011) | Platzierung |
| ------------------------- | ----------- |
| Schweden (GLF)            | 36          |

| ChartsJahrescharts (2012) | Platzierung |
| ------------------------- | ----------- |
| Schweden (GLF)            | 53          |

### Auszeichnungen für Musikverkäufe
| Land/Region                  | Auszeichnungen für Musikverkäufe (Land/Region, Auszeichnung, Verkäufe) | Verkäufe  |
| ---------------------------- | ---------------------------------------------------------------------- | --------- |
| Australien (ARIA)            | Platin                                                                 | 70.000    |
| Belgien (BRMA)               | Gold                                                                   | 15.000    |
| Brasilien (PMB)              | Platin                                                                 | 60.000    |
| Dänemark (IFPI)              | Gold                                                                   | 15.000    |
| Italien (FIMI)               | Gold                                                                   | 15.000    |
| Kanada (MC)                  | Platin                                                                 | 80.000    |
| Schweden (IFPI)              | 5× Platin                                                              | 200.000   |
| Vereinigte Staaten (RIAA)    | Platin                                                                 | 1.000.000 |
| Vereinigtes Königreich (BPI) | Gold                                                                   | 400.000   |
| Insgesamt                    | 4× Gold · 9× Platin ·                                                  | 1.855.000 |